# Hippoliet Van Peene
Hippoliet Jan van Peene (Kaprijke, 1er janvier 1811 - Gand, 19 février 1864) est un médecin, écrivain et dramaturge belge de langue néerlandaise.

## Biographie
Van Peene est surtout connu pour son œuvre de juillet 1847 nommée De Vlaamse Leeuw qui a été utilisé par le compositeur Karel Miry pour réaliser l'hymne flamand.
Van Peene a suivi une formation en médecine à l'Université d'État de Louvain et s'est établi à Gand en 1837.
Il a écrit sa première pièce de théâtre en 1841 Keizer Karel en de Berchemse Boer (L'empereur Karel et le fermier de Berchem). Il a composé environ 60 œuvres. Les plus connues sont De twee echtscheidingen (Les deux divorces) (1845) et Een man te trouwen (Un homme à marier) (1845).